# Castell de Sant Joan de Blanes
El castell de Sant Joan és un castell dalt del turó de Sant Joan a Blanes (la Selva) en estil romànic. Dalt de la muralla hi ha una vista extraordinària des dels seus 173 m d'alçària. En dies clars el territori que s'hi domina és molt extens i pel sud es pot arribar a albirar la silueta de la muntanya de Montjuïc a Barcelona. Possessió dels vescomtes de Cabrera, s'esmenta per primera vegada l'any 1002. Actualment en resta dempeus la magnífica torre mestra rodona. És una obra declarada bé cultural d'interès nacional.

## Descripció
El castell de Blanes o de Sant Joan, nom que prové de l'ermita situada als seus peus, està situat en un turó. Al punt més alt del turó, s'aixeca la torre mestra, fonamentada damunt de la roca, de més de 15 m d'alçada, un diàmetre de 7,25 m i els murs d'un metre de gruix, amb una única porta d'accés elevada. El seu parament extern, estava disposat en filades de carreus de mida mitjana força regulars. La seva base era atalussada i estava voltada per un fossat.
La torre està envoltada per un recinte emmurallat aproximadament rectangular, que presenta diverses varietats d'aparells i que actualment es veu trencat per la banda oest. L'accés a l'interior del castell es feia per una porta, oberta en el mur de migdia. Respecte del recinte emmurallat, la torre apareix descentrada cap a la banda oest.
Del recinte exterior s'han conservat murs al nord, on hi havia la porta, a ponent, on hi ha una espitllera, i a migjorn. L'aparell constructiu dels murs és molt irregular. El gruix oscil·la entre els 95 i els 120 cm. De la porta d'entrada, situada al punt més meridional, en queden només algunes pedres dels brancals i de la llinda. Dalt del turó hi ha una cisterna i la ja esmentada capella del castell, avui dia molt transformada.
S'hi pot pujar des de la font d'en Roma fins a Sant Joan mitjançant el GR 92 (marques vermelles i blanques) que hi ha 615 esglaons 

## Història

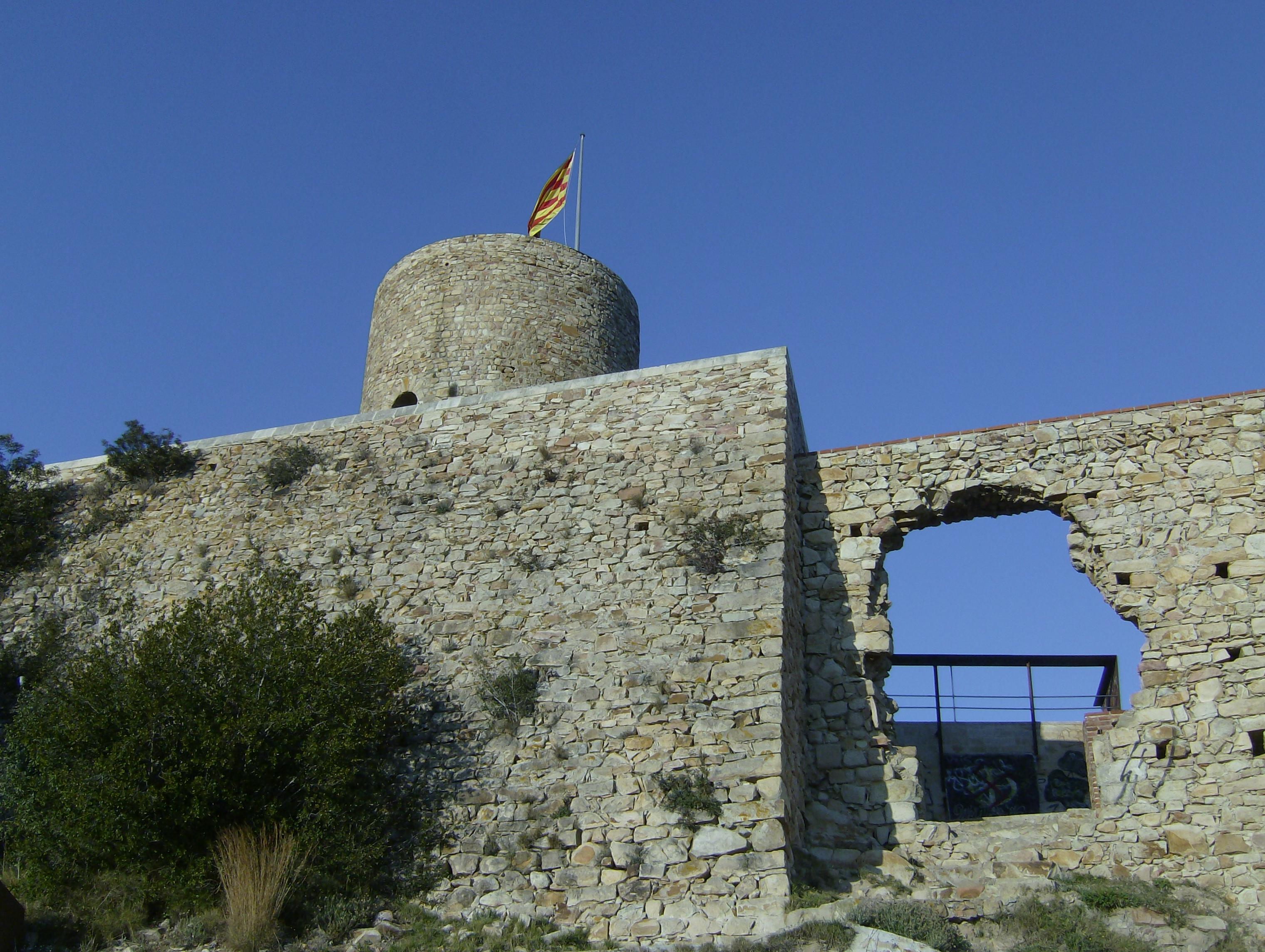
Castell de Sant Joan

La cronologia del castell, així com les notícies que es generen al seu entorn, es poden organitzar en quatre grans blocs temàtics, que ens ajudaran a una millor comprensió. En primer lloc, tenim els orígens del castell, els quals es poden datar entre els segles xi i xii. El castell de Sant Joan, va ser construït per vigilar les incursions marítimes dels pirates, sobretot en èpoques en què el regne de Mallorca era del domini àrab. El primer esment documental data del 14 octubre del 1002, en una acta al qual els comptes Ramon Borrell i Ermessenda donen un alou a Seniofred, vescomte de Girona.
Aquest castell oferia a la població de Blanes una seguretat de refugi quan venien les invasions. Se suposa que en el punt més elevat del pujol, en temps remots, hi havia alguna fortificació, de la qual no es poden determinar els antics orígens. Al llarg dels segles xi i xii, el castell de Blanes apareixerà en diversos juraments de fidelitat prestats a Ramon Berenguer I i Ramon Berenguer III pels vescomtes de Girona, que n'ostentaven la senyoria i que, a partir de començaments del segle xii s'anomenaran vescomtes de Cabrera.
Entre alguns d'aquests juraments de fidelitat, cal destacar el de Ponç Guerau, el qual va jurar vassallatge al comte de Barcelona, Ramon Berenguer I, vers als anys 1050 i 1076, per diversos castells, entre els quals hi havia el castell de Blanes. Aquest jurament ens presenta el castell de Blanes com a pertinença dels vescomtes de Cabrera a mitjan segle xi, com ho reconeixia Ermessenda de Montsoriu, esposa de Guerau I de Cabrera, en un document. El mateix Ponç Guerau va tornar a jurar vassallatge al comte Ramon Berenguer III vers els anys 1096 i 1105. En segon lloc, trobem el màxim moment d'esplendor del castell, entre els segles xiii i XV. Cap a mitjans del segle xii, els vescomtes de Girona optaren per anomenar-se vescomtes de Cabrera, canviant el topònim que indicava llur càrrec pel nom familiar. Així, el domini territorial que els diversos vescomtes anaren engrandint va ser conegut per vescomtat de Cabrera.
Abans dels Cabrera, el domini sobre els habitants de la vila des del segle xii fins al XIV va ser exercit per la família de cavallers cognomenada Blanes, instal·lada, en part, des del segle xiii al Regne de València. D'aquesta família diu Roig i Jalpí, segons informació procedent del monestir de Roca-rossa, conservats en la seva època a l'Arxiu de la Catedral de Solsona que el seu primer membre fou Ginés Saxon, del llinatge dels Ducs de Saxònia, possiblement germà o nebot del duc Vetichindo, i que arribà a aquestes terres amb la conquesta carolíngia de Catalunya, heretant el port i ruïnes de la ciutat de Blanda, i del seu castell, adoptant el nom de Ginés de Blanes.
El moment de màxima esplendor del domini i de la casa que el senyorejà, poden situar-se a mitjans del segle xiv. Ho testimonia el fet que el castell, la vila i el palau de Blanes se situen a l'extrem marítim d'un impressionant eix de fortificació que seguia la vall de la Tordera i que es va anomenar la «línia de castells de la Tordera». Es tractava en definitiva d'un conjunt de fortaleses que explica el paper estratègic de les terres dels Cabrera: la protecció de Barcelona pel Nord. Arran de les destruccions infligides en el castell per part de Felip l'Ardit de França en el 1285 i les guerres contra els genovesos en el 1332, en el 1373 Pere el Cerimoniós va facultar a Ramon de Blanes per imposar una sisa sobre mercaderies durant un termini de cinc anys per tal de reconstruir els murs de la vila i del castell de Blanes.
L'any 1381, Ramon de Blanes se'l va vendre a Bernat IV de Cabrera que també va comprar el castell de Montpalau a Pineda de Mar i posteriorment el castell de Palafolls el 1382. Des de la darreria del segle xv el castell va perdre la seva importància estratègica i va restar abandonat fins que, entre 1849 i 1859, s'hi va instal·lar una estació de telegrafia òptica militar. Va servir com a refugi durant la guerra civil espanyola. L'any 1958 es va rehabilitar la torre i entre els anys 1987 i 1991 es va redactar i executar un projecte de rehabilitació del castell efectuat pels arquitectes gironins Fuses i Viader. L'estat actual del conjunt és el resultat d'aquestes obres de rehabilitació. L'Ermita de Sant Joan va ser bastida com a capella del castell i per la manca d'espai es va situar fora del recinte.
En tercer lloc, trobem el període de decadència entre els segles xvi i xviii, ja que l'any 1588, el castell molt malmès, va ser parcialment enderrocat i va servir de pedrera per a la construcció del convent dels caputxins. Finalment, al segle xix, la torre va ser emprada com a estació telegràfica militar. En adquirir una utilitat militar el conjunt es va revifar. Es van portar a terme unes obres en el castell per habilitar-lo com estació telegràfica. Es va construir un fossat i en un parapet espitllat. Quan l'estació telegràfica es va abandonar, el castell de Sant Joan progressivament va ocaure, fins a arribar a l'estat actual.
Dues intervencions majors al segle xx van contribuir a la conservació d'aquest monument tant històric i com emblemàtic i alhora entrenyable per a la vila de Blanes. D'un costat, a mitjan segle xx, els veïns de la vila van recaptar i van comprovar amb els seus propis ulls que el castell de Sant Joan s'estava enrunant i degradant progressivament. El blanenc Josep Llorens i Vilà va fer un crit d'alerta respecte a aquesta trista situació. Per tal de promoure la seva reconstrucció, el 22 d'agost de 1956 es constitueix el patronat Reconstrucció del castell de Sant Joan, format per diversos membres, entre els quals cal destacar: l'alcalde de Blanes com a president i com a ponents tota una sèrie de personalitats distingides de la vila de Blanes, com ara el director de la revista Recull, el director de la SAFA… D'altra banda, entre els anys 1987-1991, es va redactar i executar un projecte de rehabilitació pels arquitectes gironins Fuses i Viader. L'estat actual del conjunt és el resultat d'aquestes obres de rehabilitació.